# Krestovskij Stadion
Krestovskij Stadion (også kendt som Sankt Petersborg Stadion eller Zenit Arena) er et stadion i Sankt Petersborg i Rusland. Stadionet blev bygget op til Ruslands værtsskab ved Confederations Cup 2017 og VM i fodbold 2018, og blev indviet 22. april 2017. Det er til daglig hjemmebane for Premier League-klubben FC Zenit.
Byggeriet af Krestovskij Stadion var præget af omfattende problemer. Opførslen blev påbegyndt i 2007, og færdiggørelsen blev udsat flere gange, ligesom prisen for byggeriet oversteg det oprindelige budget med hele 500 %. Den samlede pris for stadionets etablering var ca. 1,1 milliard dollars. Stadionet har et mobilt tag, der kan køres af og på areanean afhængig af begivenhed og vejrforhold.

## Confederations Cup 2017
Krestovskij Stadion var et af de fire stadioner, der blev udvalgt til at lægge græs til Confederations Cup 2017. Stadionet var vært for tre indledende gruppekampe samt turneringens finale mellem Chile og Tyskland.

## VM i 2018
Som et ud af i alt 12 stadioner blev Krestovskij Stadion udvalgt som spillested ved VM i fodbold 2018. Det blev besluttet, at stadion skulle lægge græs til fire gruppespilskampe, en 1/8-finale, en semifinale samt turneringens bronzekamp.

## Galleri
- Krestovskij Stadion under Confederations Cup 2017
- Indenfor på Krestovskij Stadion
- Udsigt over Krestovskij Stadion og Skt. Petersborg
- Byggeriet af Krestovskij Stadion i gang (2012)